# プファルツ王朝
プファルツ王朝（プファルツおうちょう）は、17世紀から18世紀にかけてスウェーデンを支配した王朝である。スウェーデンを大国としたヴァーサ王朝から引き継ぎ、北方の大国を維持し、絶対君主制を開始したが、1700年代に始まった大北方戦争によって没落した。王家であるプファルツ＝クレーブルク家（プファルツ＝ツヴァイブリュッケン家）はヴィッテルスバッハ家のプファルツ選帝侯系の傍流であったため、この名で呼ばれる。

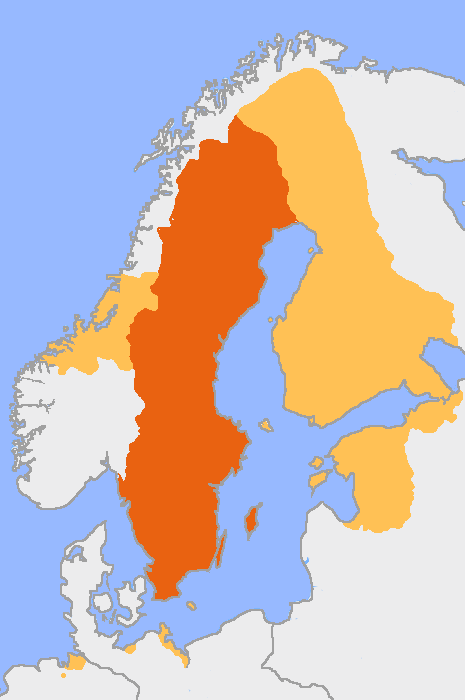
プファルツ王朝時代のスウェーデン（1658年）

## 概要
スウェーデンは、ヴァーサ王朝の下で1523年にデンマークから独立し、デンマーク、ポーランド王国、ロシアから領土を拡張して強国の足掛かりを得、17世紀に始まった三十年戦争で大国の地位を確立した。しかし、名君であったグスタフ2世アドルフが1632年に戦死すると、スウェーデンでは王位継承の問題が持ち上がった。娘のクリスティーナが即位したが、まだ6歳であった。一方、ヴァーサ家はポーランドにも迎え入れられており、スウェーデン王位を要求し続けていた。
スウェーデン元老院は、こうしたポーランドの脅威に対抗するため、グスタフ2世アドルフの異母姉カタリーナの子であるプファルツ＝クレーブルク公カール・グスタフを継承者とすることを決定した。これにはカール・グスタフと従兄妹であるクリスティーナ女王との婚約が条件に含まれていたが、親政を開始したクリスティーナは結婚を拒否し、1654年にカール・グスタフを後継に指名して退位した。
カール・グスタフはカール10世として即位したが、近隣諸国はプファルツ家の王位継承を認めなかった。特にポーランドのヴァーサ家はスウェーデンの王位を要求し、対ポーランド関係は険悪となった。カール10世はスウェーデンの王位を確実なものとするために、ポーランドと戦争を開始した。北方戦争（大洪水時代）である。ここでカール10世は、1656年にワルシャワにおいてポーランド軍に大勝し、スウェーデンの王位を確実なものとした。しかしカール10世はポーランド分割を試み、リトアニア大公国とケダイネイ合同を結んだため、ポーランド・リトアニア連合の反撃に遭い、連合王国からの撤退を余儀なくされた。一方、1657年にはスウェーデンに宣戦布告したデンマークにも侵攻し、これを屈服させた。1658年、カール10世はロスキレ条約を締結した。スウェーデンの領土は史上最大となり、カール10世はバルト帝国の体現者となった。北方戦争はスウェーデンの国力を消耗し、軍事的な成功は覚束なかったが、前王朝からの懸案であったポーランドとの王位継承問題を解消し、ロシアのバルト地方への野心を抑止し、デンマークに対する優位を維持し、バルト海世界での一定の覇権を確立することとなった（ただしヴァーサ王朝時代に獲得した植民地は喪失した）。
カール10世は1660年に病死し、北方戦争は終結した。この年に即位したカール11世は5歳と幼く、摂政団が置かれることとなった。スウェーデンはバルト海を支配しており、対外諸国の脅威におかれることはなかったものの、カール11世の時代は軍事力の消耗と財政難により若干の国力の低下が見られるようになった。
1672年に親政を開始したカール11世だったが、国外へ向けては平和を維持しようと試みた。しかし1675年から1679年にかけて、ブランデンブルク＝プロイセン、デンマークと戦端を開くこととなり、スウェーデンは苦戦を強いられた。特にブランデンブルクとの戦いでは、神聖ローマ帝国におけるスウェーデンの影響力の低下を余儀なくされるのである（スウェーデンが大国時代を維持出来たのは、フランスとの同盟のおかげであった）。そして海軍はプファルツ朝の下では更新されておらず、ようやく1680年代以降に再編を試みている。その後カール11世は絶対主義を標榜し、低下した国力の回復に邁進した。
カール11世は1681年にヴィッテルスバッハ家の同族からプファルツ＝ツヴァイブリュッケン公国を継承したが、この公国はフランスの影響下にあったため、プファルツ継承戦争に参戦し（アウクスブルク同盟による支援）、1697年のレイスウェイク条約でフランスから奪回し、主権を回復した。また息子のカール12世もプファルツ＝ツヴァイブリュッケン公を継承した。
1697年にカール11世が死去し、わずか15歳のカール12世が即位すると、周辺諸国はスウェーデンに対抗し、失地奪還を目論むようになった（北方同盟）。そして1700年に大北方戦争は開始された。この戦争はスウェーデンの国力を消耗し、衰退を招来した。しかしカール12世は軍事の天才であった。戦争の初期、デンマーク、ロシア、ポーランドを一蹴し、ポーランドに傀儡国家を建てた。1706年にはザクセン、ポーランドをもその勢力下に置いた（アルトランシュテット条約）。

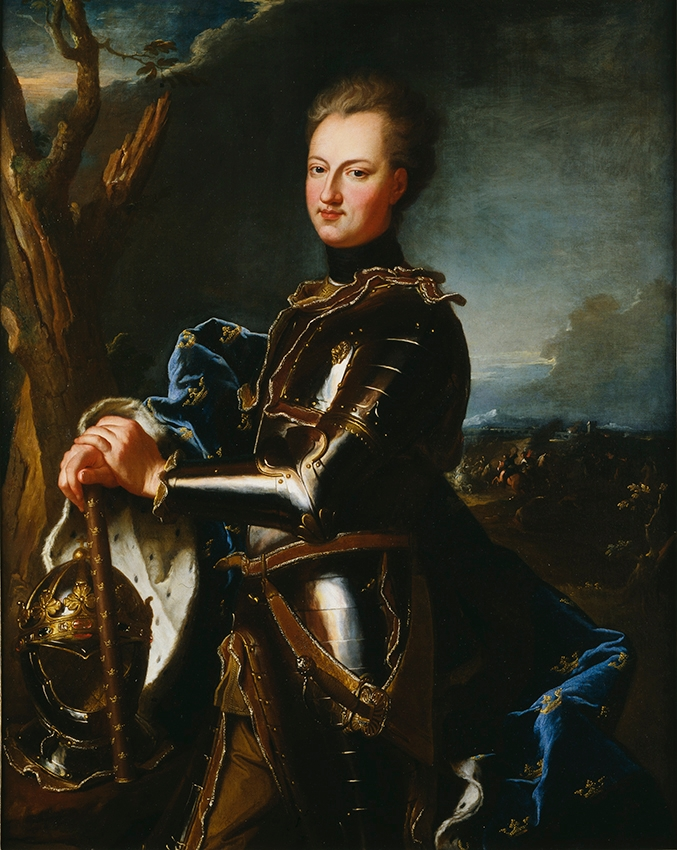
カール12世

しかし大北方戦争最大の戦闘であるポルタヴァの戦いで大敗し、さらにバルト海における海戦でも敗れ、バルト帝国は崩壊した。カール12世はオスマン帝国に逃れ、後にスウェーデンに戻るも衆寡敵せず、1718年のカール12世の死によってスウェーデンはあっけなく没落した。カール12世の死後、妹のウルリカ・エレオノーラが女王となったが、絶対王政の廃止と共に退位し、プファルツ王朝は終焉した。
その後、ウルリカ・エレオノーラの王配であったヘッセン家のフレドリクが国王となり、ヘッセン王朝（1720年 - 1751年）が開始されたが、1720年のストックホルム条約で、デンマークに対する優位を喪失し、神聖ローマ帝国内への影響力も完全に失われた。そして1721年のニスタット条約によって、スウェーデン＝フィンランドは維持出来たものの、ロシア帝国に北方の覇権を奪取され、スウェーデンの大国時代は終わりを告げた。

## 主要年表
- 1654年 - カール10世即位。プファルツ朝開始
- 1655年 - 北方戦争（ポーランド・スウェーデン戦争、カール・グスタフ戦争～1661年）
- 1656年 - ワルシャワの戦い、ポーランドに大勝
- 1658年 - デンマークに氷上侵攻、ロスキレ条約によって史上最大の領土獲得
- 1660年 - カール10世死去。カール11世即位
- 1661年 - カディス条約により北方戦争終結、バルト海の支配権確立
- 1666年 - ルンド大学設置
- 1668年 - スウェーデン国立銀行設立
- 1672年 - カール11世親政開始、フランスと仏瑞同盟締結
- 1675年 - プロイセンと戦争（オランダ侵略戦争～1679年）、デンマークと戦争（スコーネ戦争～1679年）
- 1675年 - ストックホルム協定、オランダとバルト海の相互通商保障を締結
- 1679年 - ナイメーヘン条約、ルンド条約締結
- 1680年 - デンマーク王妹ウルリカ・エレオノーラと結婚
- 1682年 - カール生誕（後のカール12世）、絶対王政開始
- 1686年 - ドロットニングホルム宮殿完成、後バロック様式からロココ様式に変遷
- 1689年 - 大同盟戦争（プファルツ継承戦争）に参加（アウクスブルク同盟）
- 1693年 - 絶対王政を法制化（絶対君主制）
- 1696年 - シュレースヴィヒ＝ホルシュタイン公国と同盟
- 1697年 - カール12世、15歳で即位。レイスウェイク条約
- 1699年 - ロシア、ポーランド、デンマーク、反スウェーデン同盟結成
- 1700年 - 大北方戦争（1721年まで）
- 1704年 - ポーランドに傀儡国家建国
- 1706年 - ザクセン、ポーランドを勢力下に置く（アルトランシュテット条約）
- 1709年 - ポルタヴァの戦い、ロシアに大敗、カール12世、オスマン帝国に亡命
- 1710年 - ヘルシングボリの戦い、デンマークを撃退
- 1712年 - スウェーデン独自暦を廃止
- 1714年 - ハンゲの海戦、ロシアにバルト海の制海権を奪われる
- 1715年 - カール12世、スウェーデンに帰還
- 1716年 - デンマーク＝ノルウェー侵攻（1718年まで）
- 1718年 - カール12世、戦没。王妹ウルリカ・エレオノーラ即位
- 1719年 - ストックホルム条約（1720年まで）、交戦国と講和。新統治法制定
- 1720年 - ウルリカ・エレオノーラ退位、ヘッセン朝開始。絶対君主制の廃止
- 1721年 - ニスタット条約、ロシア帝国と講和。大北方戦争終結

## 歴代国王
- カール10世（生没年1622年 - 1660年、在位1654年 - 1660年）
- カール11世（生没年1654年 - 1697年、在位1660年 - 1697年、1672年親政）
- カール12世（生没年1682年 - 1718年、在位1697年 - 1718年）
- ウルリカ・エレオノーラ（生没年1688年 - 1741年、在位1718年 - 1720年）